# 5847 Wakiya
Az 5847 Wakiya (ideiglenes jelöléssel 1989 YB) a Naprendszer kisbolygóövében található aszteroida. Kin Endate,  Vatanabe Kazuró fedezte fel 1989. december 18-án.